# Kiomars Javadi
Kiomars Javadi (eigentlich Kiumars Baba Abdollah; 1967 in Share Rey, Teheran – 19. August 1987 in Tübingen) war ein iranischer Bürger. Er starb im Zuge einer Auseinandersetzung mit zwei Angestellten eines Tübinger Supermarktes durch Erwürgen.

## Leben
Kiomars Javadi kam als politischer Flüchtling aus dem Iran nach Westdeutschland und hatte einen Antrag auf Asyl gestellt. Javadi suchte in der Bundesrepublik Zuflucht vor der politischen Verfolgung in seinem Heimatland. Er fürchtete, von den Rekrutierungskommandos des Regimes als Soldat für den Golfkrieg verpflichtet zu werden. Er flüchtete mit einem gefälschten Reisepass in die Bundesrepublik Deutschland und beantragte politisches Asyl. Als Asylsuchendem wurde ihm eine Unterkunft in der ehemaligen Thiepval-Kaserne in der Tübinger Schellingstraße zugewiesen.
Javadis Ehefrau wurde nach dem Tod ihres Mannes als Asylberechtigte rechtskräftig anerkannt. Was sie und ihr Mann zuvor mehrmals erfolglos versucht hatten, gelang nach der Tat sehr unbürokratisch: sie wurde von der Wohnpflicht im Lager befreit und erhielt vom Sozialamt eine eigene Wohnung zugewiesen.

## Tod
Am 19. August 1987 besuchte Kiomars Javadi den heute nicht mehr existierenden Supermarkt der Pfannkuch-Kette in der Tübinger Karlstraße. Wenige Stunden vor dem Supermarktbesuch war Javadi schon einmal in der Pfannkuch-Filiale gewesen. Er versuchte zwei Flaschen Shampoo zu stehlen, was eine Verkäuferin bemerkte und ihm hinterherlief. Nach einigem Zögern hatte er die Shampoo-Flaschen herausgegeben und gesagt: „Nicht böse sein“ und ihr über die Wange gestreichelt.
Bei seinem zweiten Besuch versuchte Kiomars Javadi, einen mit Waren im Wert von 54,40 DM gefüllten Einkaufswagen durch den Hinterausgang nach draußen zu bugsieren, wurde aber von einer Verkäuferin dabei erwischt. Er ließ den Einkaufswagen stehen und ging zur Kasse, um zwei Dosen Bier zu bezahlen. Dort wurde er vom Metzger der Filiale gestellt und sollte auch die Waren im Einkaufswagen, darunter auch Frischfleisch von der Fleischtheke, bezahlen. Javadi versuchte zu erklären, dass er nichts mit dem abgestellten Wagen zu tun habe. Daraus entwickelte sich ein Streitgespräch. Daraufhin wurde Javadi nach Berichten von Augenzeugen von einem der Supermarktangestellten von hinten gepackt und in einen Kellerraum geschleppt. Eine Kundin und Augenzeugin, die vor Javadi an der Kasse gestanden hatte, sagte dies später aus. Bei der Staatsanwaltschaft gab sie zu Protokoll: „Sie ließen den Ausländer gar nicht zu Wort kommen. Sie haben ihn von hinten gepackt, so dass seine Füße den Boden nicht mehr erreichten und gegen seinen Willen nach hinten getragen.“
Ein Angestellter gab später an, einen Gummiknüppel „fachgerecht gehandhabt“ zu haben; später fand die Polizei einen Gummiknüppel im Müllcontainer des Supermarkts. Im Keller konnte sich Javadi offenbar durch einen Biss in den Finger eines Angestellten befreien.
Javadi floh in den Hinterhof des Marktes in der Wöhrdstraße. Dort wurde er gegen 17 Uhr von drei Supermarktangestellten gestellt. Javadi wurde mit Hilfe des Filialleiters gepackt und zu Boden gebracht. Die Beteiligten hielten ihn mit dem Gesicht nach unten fest. Der 18-jährige Lehrling nahm Javadi in den Würgegriff, während der Filialleiter ihm das linke Bein verdrehte. 18 Minuten lang wurde Javadi im Würgegriff gehalten. Diese Prozedur geschah vor den Augen von mehreren unbeteiligten Beobachtern.
Laut dem zuständigen Gerichtsmediziner Volker Schmidt war Kiomars bereits nach vier bis sechs Minuten tot. Nach 18 Minuten trafen Beamte der Polizei ein und legten dem Toten Handschellen an, bis er in den Rettungswagen verbracht wurde. Der Notarzt Warth berichtete: „Der Befund bei Übernahme war, dass der Patient weite, lichtstarre Pupillen hatte. Es bestand Herzstillstand, Atemstillstand. Er war bereits klinisch tot.“
50 D-Mark „Fangprämie“ zahlte Pfannkuch für das Ergreifen eines Ladendiebes. Die Prämie wurde direkt von den Ertappten erhoben. Der beteiligte Auszubildende klärte in seinem ersten Lehrjahr 19 solcher Diebstähle auf. Zwölf der Festgenommenen waren Asylbewerber. Nach einer Rangelei mit zwei flüchtenden Ghanaern kaufte sich der Auszubildende einen Gummiknüppel und hielt diesen während seiner Arbeitszeiten griffbereit.

## Prozess
Im Prozess, der 1988 am Landgericht Tübingen stattfand, trat Javadis Ehefrau Marjan als Nebenklägerin auf. Die Staatsanwaltschaft folgte dem angegebenen Tatmotiv  „Verhinderung eines Ladendiebstahles“.
Nach drei Verhandlungstagen wurden die Täter am 30. Juni 1988 zu Freiheitsstrafen von jeweils 18 Monaten verurteilt, die zur Bewährung ausgesetzt wurden. In seinem Urteil berief sich der Vorsitzende Richter Rolf Dippon auf einen Präzedenzfall. Ein Polizist hatte einen Jugendlichen im Würgegriff getötet und war ebenfalls fast straffrei geblieben. „Das Opfer hat bedauerlicherweise durch sein Verhalten wesentlich zur Unglückstat mit beigetragen,“ sagte Dippon und bemerkte: „Beide Angeklagten waren von der Situation überfordert.“ Als strafmildernd für den Lehrling berücksichtige Dippon, dass dieser „ausschließlich die Interessen seines Arbeitgebers“ bei der Tat verfolgt habe.
Einer der Angeklagten legte ebenso wie die Nebenklägerin gegen das Urteil des Landgerichts Tübingen Revision beim Bundesgerichtshof ein. Der BGH hob das Urteil am 28. März 1989 auf und verwies die Sache zur erneuten Entscheidung nunmehr an das Landgericht Stuttgart. Der BGH stellte dabei fest, dass vorsätzliches Handeln der Angeklagten ausschied. Das Urteil des Landgerichts Tübingen sei in seinen Feststellungen jedoch widersprüchlich, da aus den Urteilsgründen nicht erkennbar gewesen sei, ob die Angeklagten in der konkreten Situation im Sinne eines Fahrlässigkeitsvorwurfs erkennen konnten, dass ihr Handeln zum Tod des Geschädigten Javadi führte oder nicht. Der BGH legte auch dar, dass die durch den Würgegriff entstehende Zyanose der Gesichts- und Kopfhaut aufgrund der dunklen Hautfarbe Javadis für die Täter nur schwer zu erkennen gewesen sei. Klar gestellt war damit aber auch, dass die Angeklagten Javadi nach § 127 Abs. 1 StPO vorläufig festnehmen durften. Die Angeklagten hatten dies zunächst durch Festhalten im Büro (unter gleichzeitiger Verständigung der Polizei) versucht und durften, nachdem er unter Anwendung erheblicher körperlicher Gewalt und mit beträchtlicher Hartnäckigkeit zu entkommen suchte, ihn mit Zwang festhalten. Das Landgericht Stuttgart bestätigte am 8. Dezember 1989 das erstinstanzliche Urteil mit erneuerter Begründung.

## Reaktionen
In Tübingen bildete sich ein „Aktionskomitee gegen Rassismus und Ausländerfeindlichkeit“. Das Komitee organisierte eine spontane Demonstration. An einem Trauerzug für Javadi nahmen über 2000 Menschen teil. Vera Gaserow schrieb in der Tageszeitung (taz): wäre Kiomars Javadi „nicht Ausländer gewesen“, hätte der Diebstahlsverdacht „wohl nicht seinen Tod bedeutet“. Christian Gampert schrieb nach dem Prozess in der Zeit: „Warum die Alltagsbagatelle eines Ladendiebstahls zum Kampf auf Leben und Tod eskalierte, das wird nach diesem Prozeß wohl nicht mehr geklärt werden können. Ein Richter, der nicht nachfragte. Verteidiger, die beim kleinsten Disput sofort ‚mitteleuropäische Umgangsformen‘ einklagten, gleichzeitig aber jeden Verdacht der Ausländerfeindlichkeit – auch im Namen ihrer Mandanten – weit von sich wiesen.“
2017 wurde auf einer Demonstration in Tübingen gefordert, einen namenlosen Winkel hinter dem Deutsch-Amerikanischen Institut nach Kiomars Javadi zu benennen.
Bei Veranstaltungen von Tübinger Menschenrechtsgruppen wie dem Arbeitskreis Asyl und anderen wird immer wieder an den in der eigenen Stadt ums Leben gekommenen Flüchtling Kiomars Javadi erinnert. Das Tübinger Kulturzentrum Epplehaus erinnert an den Jahrestagen Javadis Tod an den Fall.

## Film
- 18 Minuten Zivilcourage, Regie, Buch und Kamera Rahim Shirmahd, Deutschland 1991, 16 mm, s/w, 18:00[11]